# SG글로벌
주식회사 SG글로벌(SG Global)은 SG그룹 계열의 자동차 시트커버 및 시트 제조 기업이다.

## 역사
- 1954년: '국안방적'으로 설립되었다
- 1970년: '충남방적'으로 사명 변경하였다
- 1976년: 한국증권거래소에 상장되었다
- 1991년 창업자 이의범 회장이 SG그룹의 시작인 생활정보지 가로수를 창간하였다[2]
- 2007년: SG그룹에 매각되었다.
- 2021년: 'SG충방'에서 'SG글로벌'로 사명 변경하였다

## 기업 승계
기업 승계를 위해 오너의 23~27세 자녀들을 감사·이사로 등재한 후 에스지엠 지분 66% 자녀에 몰빵한 바 있으며, 사업다각화를 위해 물류기업 네덱스, 원전부품 및 금형기업 상진미크론 등을 인수하였다.

## 같이 보기
- 김동연